# Herbert Connor
Herbert Connor, född 5 december 1907 i Berlin, Tyskland, död 16 januari 1983 i Hägersten, Sverige, tysk-svensk författare.
Han utbildades vid Sterns musikkonservatorium och studerade piano för J von Wertheim i Warszawa. Han bosatte sig 1937 i Sverige. 1945 - 1953 var han redaktör för tidskriften Musiklivet - Vår Sång. Han startade 1958 Stockholms ungdomsmusikskola och var verksam där till 1964, då han blev producent vid Sveriges Radios utlandsavdelning. Han hade även ett eget bokförlag Kooperativa bokgillet.

## Utgivna verk (urval)
- Från en ton till tolvton (med Arne Aulin); Gitarr (med Roland Bengtsson)
- Samtal med tonsättare (antologi)
- Cantus (körverk i tre delar)
- Svensk Musik (två band)
- 100 år svensk pianomusik